# Cobie Smulders
Jacoba Francisca Maria "Cobie" Smulders (Vancouver, 3 de abril de 1982) é uma atriz, ativista e modelo canadense. É conhecida por interpretar Robin Scherbatsky na série de televisão How I Met Your Mother e a agente Maria Hill no Universo Cinematográfico Marvel.

## Biografia
Cobie nasceu em Vancouver, Colúmbia Britânica, sendo filha de um holandês com uma britânica. Quando era criança, queria ser médica ou bióloga marinha, mas se interessou por teatro na escola secundária, aparecendo em várias produções escolares. Acabou a escola secundária em 2000 na Lord Byng Secondary School com honras. Descoberta por uma agência de modelos na adolescência, começou a carreira internacional, incluindo locais como Nova Iorque, Caraíbas, Paris, Japão, Milão, Grécia, África e Alemanha.

## Carreira
O primeiro papel de Smulders foi como convidada na série de ficção científica do canal Showtime, Jeremiah. Ela apareceu em várias séries de televisão desde então, incluindo um papel recorrente no The L Word. Seu primeiro papel de série permanente foi na série ABC de curta duração Veritas: The Quest, que correu por uma temporada. Após o cancelamento da Veritas, Smulders estreou como a personagem Robin Scherbatsky na cômica série How I Met Your Mother que durou cerca de nove temporadas.
Em junho de 2010, Smulders fez sua estreia na Broadway em Love, Loss e What I Wore no The Westside Theatre.
Smulders interpretou Maria Hill no filme Os Vingadores (2012). Ela recebeu treinamento de um treinador da equipe SWAT em Los Angeles para lidar com armas para fazer o personagem. Smulders retomou o papel em dois episódios da série de televisão Agents of S.H.I.E.L.D., e nos filmes Capitão América: O Soldado Invernal (2014) e Avengers: Age of Ultron (2015). Joss Whedon sugeriu que atriz fizesse o papel de Mulher Maravilha em seu rascunho do filme topônimo, que não entrou em produção. Smulders fez uma versão Lego da Mulher Maravilha no filme de animação de 2014 The Lego Movie. Era a primeira vez que o personagem da Mulher Maravilha tinha uma aparência teatral.
Em 2013, a Smulders teve um papel de apoio no filme romance Um Porto Seguro. Ela também estrelou o comediante De repente Pai e They Came Together. Em julho de 2015, relatou-se que a Smulders havia abandonado sua participação do filme para TV, porque ela havia quebrado sua perna; Zoe Lister-Jones foi então confirmado para substituí-la no papel de Harriet Grant.
Em 2016, ela apareceu no drama de comédia The Intervention, e com Tom Cruise no filme de ação e aventura Jack Reacher: Never Go Back. No ano seguinte, ela interpretou o personagem recorrente "Mãe" na série da Netflix, Desventuras em Séries/A Series of Unfortunate Events (2016).
Também fez parte do seriado Friends From College, produção da Netflix lançada em 2017.

## Vida pessoal
Em 26 de Novembro de 2008, a TV Guide relatou que Cobie e o namorado, Taran Killam, estavam esperando o primeiro filho para a primavera de 2009. A menina nasceu no mesmo ano e se chama Shaelyn. O anúncio de Cobie vem apenas um mês depois de Alyson Hannigan ter revelado a sua gravidez. Em 28 de janeiro de 2009 foi anunciado que Cobie e Taran estavam noivos. Casaram-se em setembro de 2012. Em 21 de outubro de 2014, foi anunciada sua segunda gravidez.

## Filmografia

### Cinema
| Ano  | Título                              | Papel               | Notas          |
| ---- | ----------------------------------- | ------------------- | -------------- |
| 2001 | Candy from Strangers                | Martina             | Curta-metragem |
| 2004 | Walking Tall                        | Beleza Exótica      |                |
| 2004 | III Fated                           | Mary                |                |
| 2005 | The Long Weekend                    | Ellen               |                |
| 2006 | Escape                              | Morena Psicótica    | Curta-metragem |
| 2006 | Dr. Miracles                        | Sra. Peterson       | Curta-metragem |
| 2007 | The Storm Awaits                    | Anabella DeLorenzo  | Curta-metragem |
| 2009 | The Slammin' Salmon                 | Tara                |                |
| 2012 | The Avengers                        | Maria Hill          |                |
| 2012 | Grassroots                          | Clair               |                |
| 2013 | Safe Haven                          | Jo                  |                |
| 2013 | Delivery Man                        | Emma                |                |
| 2014 | They Came Together                  | Tiffany             |                |
| 2014 | The Lego Movie                      | Mulher-Maravilha    |                |
| 2014 | Captain America: The Winter Soldier | Maria Hill          |                |
| 2015 | Unexpected                          | Samantha Abbott     |                |
| 2015 | Results                             | Kat                 |                |
| 2015 | Avengers: Age of Ultron             | Maria Hill          |                |
| 2016 | The Intervention                    | Ruby                |                |
| 2016 | Jack Reacher: Never Go Back         | Turner              |                |
| 2017 | Literally, Right Before Aaron       | Allison             |                |
| 2017 | Killing Gunther                     | Lisa                |                |
| 2018 | Avengers: Infinity War              | Maria Hill          |                |
| 2018 | Alright Now                         | Joanne              |                |
| 2019 | The Lego Movie 2: The Second Part   | Mulher-Maravilha    |                |
| 2019 | Avengers: Endgame                   | Maria Hill          |                |
| 2019 | Spider-Man: Far From Home           | Maria Hill          |                |
| 2020 | Cicada                              | Sophie              |                |
| 2024 | Sharp Corner                        | Rachel Davis-McCall |                |

### Televisão
| Ano       | Título                            | Papel                | Notas                                      |
| --------- | --------------------------------- | -------------------- | ------------------------------------------ |
| 2002      | Special Unit 2                    | Zoe                  | Episódio: "The Wish"                       |
| 2002      | Jeremiah                          | Deborah              | Episódio: "Thieves' Honor"                 |
| 2003-2004 | Veritas: The Quest                | Juliet Droil         | 13 episódios                               |
| 2003      | Tru Calling                       | Sarah Webb           | Episódio: "Brother's Keeper"               |
| 2004      | Smallville                        | Shannon Bell         | Episódio: "Bound"                          |
| 2005      | The L Word                        | Leigh Ostin          | 4 episódios                                |
| 2005      | Andromeda                         | Esposa de Rhade      | 2 episódios                                |
| 2005-2014 | How I Met Your Mother             | Robin Scherbatsky    | 208 episódios                              |
| 2010      | How to Make It in America         | Hayley               | Episódio: "Pilot"                          |
| 2013-2015 | Agents of S.H.I.E.L.D.            | Maria Hill           | 3 episódios                                |
| 2016      | Animals.                          | Anni                 | Episódio: "Flies"                          |
| 2017      | A Series of Unfortunate Events    | Madre                | 8 episódios                                |
| 2017-2018 | Nature Cat                        | NatuCadela           | 4 episódios                                |
| 2017-2019 | Friends from College              | Lisa Turner          | 16 episódios                               |
| 2017      | Great Performances                | Joanna Lyppiatt      | Episódio: "Noël Coward's Present Laughter" |
| 2019      | Arrested Development              | Lucille jovem        | 3 episódios                                |
| 2019-2020 | Stumptown                         | Dex Parios           | 18 episódios                               |
| 2019      | Room 104                          | Cientista            | Episódio: "The Specimen Collector"         |
| 2020      | The Simpsons                      | Hydrangea            | Episódio: "Bart the Bad Guy"               |
| 2021      | Impeachment: American Crime Story | Ann Coulter          | 5 episódios                                |
| 2021-2023 | What If...?                       | Maria Hill           | 2 episódios                                |
| 2022      | How I Met Your Father             | Robin                | Episódio: "Timing Is Everything"           |
| 2022      | Lightning Wolves                  | Manitoba             | 2 episódios                                |
| 2022      | High School                       | Simone Bates         | 8 episódios                                |
| 2023-2025 | Moon Girl and Devil Dinosaur      | Maria Hill           | 6 episódios                                |
| 2023      | Secret Invasion                   | Maria Hill           | Episódio: "Resurrection"                   |
| 2024      | Accused                           | Val                  | Episódio: "Val's Story"                    |
| 2024      | Shrinking                         | Sofi                 | Episódio: "Changing Patterns"              |
| 2025      | Super Team Canada                 | Cataratas do Niágara | 10 episódios                               |
| 2025      | How NOT To Draw                   | Animadora de Perry   | Episódio: "Perry the Platypus"             |
| 2025      | The Lincoln Lawyer                |                      |                                            |

### Video game
| Ano  | Título                 | Papel      |
| ---- | ---------------------- | ---------- |
| 2016 | Lego Marvel's Avengers | Maria Hill |